# Cascada Mișina (sit SCI)
Cascada Mișina este o arie protejată (sit de importanță comunitară — SCI) din România, desemnată în scopul protejării biodiversității și menținerii într-o stare de conservare favorabilă a florei spontane și faunei sălbatice, precum și a habitatelor naturale de interes comunitar aflate în arealul zonei de protecție. Aceasta se întinde pe o suprafață de 220,1 ha, integral pe uscat.

## Localizare
Centrul sitului Cascada Mișina este situat la coordonatele 45°45′23″N 26°34′19″E / 45.756383°N 26.572042°E. Situl se întinde pe teritoriul administrativ al comunei   Nistorești din județul Vrancea.

## Înființare
Situl Cascada Mișina a fost declarat sit de importanță comunitară (ROSCI0023) în decembrie 2007 pentru a proteja 8 specii faunistice.

## Biodiversitate
Situată în ecoregiunea alpină, aria protejată conține trei tipuri de habitate naturale: Fânețe montane, Păduri de fag de tip Luzulo-Fagetum și Păduri dacice de fag (Symphyto-Fagion).
La baza desemnării sitului se află mai multe specii protejate:
- amfibieni (3): buhaiul de baltă cu burtă galbenă (Bombina variegata), tritonul cu creastă (Triturus cristatus)[6], salamandra carpatică (Triturus montandoni)[7]
- mamifere (3): urs brun (Ursus arctos), lup cenușiu (Canis lupus), râs eurasiatic (Lynx lynx)
- pești (1): zglăvoacă (Cottus gobio)
- nevertebrate (1): croitorul de fag (Rosalia alpina)